# Danr
Danr (o Dan) è uno o più re leggendari danesi nominati in alcune opere scandinave medievali.

## La Cronaca di Lejre
La Cronaca di Lejre (o Chronicon Lethrense) scritta intorno al 1170 introduce un primevo Re Ypper di Uppsala i cui tre figli erano Dan, che poi governò la Danimarca, Nori, che poi governò la Norvegia, e Østen, che poi governò la Svezia. Sembra che Dan all'inizio governasse solo in Zelanda poiché la Cronaca dice che solo dopo che Dan salvò la sua gente dall'attacco dell'imperatore Augusto gli Juti e le genti di Fionia e Scania lo accettarono come re; da questo fatto il paese espansosi venne chiamato Danimarca dal nome del suo re. La moglie di Dan fu chiamata Dana e suo figlio Ro.

## Il Rígsthula
Il poema dell'Edda Rígsthula narra di come il dio Ríg (che è identificato con Heimdall), ebbe un figlio mortale chiamato Jarl ("nobile") conosciuto più tardi come Ríg-Jarl. Egli ebbe 11 figli, il più giovane dei quali fu chiamato Kon il Giovane (norreno: Kon Ungr); secondo una paraetimologia, si dice nel poema che da questo nome derivi la parola konungr, "re". Un giorno, mentre cacciava e intrappolava uccelli nella foresta, un corvo gli parlò e suggerì che avrebbe ottenuto di più andando tra gli uomini e lodò il benessere di "Dan e Danp". Il poema si interrompe in questo punto.

## La Saga degli Skjöldungar
Secondo il riassunto latino di Arngrímur Jónsson dell'opera perduta chiamata Saga degli Skjöldungar, composto nel 1597:
Questa tradizione è vicina a quella del Rígsthula.
Questo Dan sposò Olof figlia di Wermund e così divenne cognato di quell'Offa menzionato nel poema in antico inglese Beowulf. Dan governò prima nello Jutland ma poi conquistò la Zelanda (Sjælland) al Re Aleif creando il regno di Danimarca.

## La Saga degli Ynglingar
La Saga degli Ynglingar di Snorri Sturluson parla così di Re Dyggvi di Svezia:
Qui Ríg è padre di Danp e nonno di Dan. Il titolo Mikilláti significa "Magnifico" o "Fiero".
Snorri non spiega qui se questo Dan sia anche il discendente di Re Fridfrodi o Fróði il Pacifico che Snorri presenta come Re in Zelanda contemporaneo a Fjölnir figlio di Freyr sei generazioni prima di Re Dyggvi. Snorri scrive più in là:
Questo Fróði pacifico sembra un duplicato del Fróði precedente.
Nella sua prefazione all'Heimskringla (che include la Saga degli Ynglingar), Snorri scrive:

## Svend Aagesen
Lo storico del XII secolo Svend Aagesen chiama Danu Elatus (probabilmente "il Coraggioso") Dan Mikilláti e lo dice successore di Uffi, che è Offa figlio di Wermund, concordando così con la Saga degli Skjöldungar. Dice che questo Dan era un re così potente che aveva come paggio un altro re e due nobili che mantenevano il suo cavallo.

## Le Gesta Danorum
Saxo Grammaticus nelle sue Gesta Danorum presenta tre diversi re danesi di nome Dan, dividendo un monarca in tanti o tenendo separati quelli che altri avevano mischiato.
Saxo comincia la sua storia con due fratelli chiamati Dan e Angul, figli di un certo Humbli, che erano stati eletti capi dal consenso popolare per il loro coraggio. Non erano comunque chiamati re, non essendo allora comune quell'usanza.
Angul è l'eponimo della regione dell'Angeln, il cui popolo migrò nella Britannia meridionale dando il nome all'Inghilterra. Dan ebbe due figli, Humblus e Lotherus, da sua moglie Grytha.
Humblus non è citato in nessun altro luogo, anche se Humli fu un leader degli Unni nella Battaglia dei Goti e degli Unni, opera in norreno. Lotherus potrebbe avere qualche relazione con il dio norreno Lóðurr o col re esiliato Heremod citato nel Beowulf o con entrambi. Secondo Saxo, Lotherus è il padre del famoso eroe Skioldus.
Il secondo re chiamato Dan appare molto più tardi nel libro 4 come il figlio di Uffi figlio di Vermund (che è Offa figlio di Wermund). Ma Saxo lo liquida in poche righe come un re battagliero che disprezzava i sudditi e la propria salute, un re molto peggiore dei suoi antenati.
Fu succeduto da re Huglek, poi da Fróði l'Attivo, poi dal terzo Dan. Questo Dan sembra essere il figlio di Fróði l'Attivo, anche se Saxo non descrive la parentela di nessuno di questi re. Di questo Dan Saxo riporta solo un aneddoto secondo il quale quando Dan aveva 12 anni, stanco dell'arroganza degli ambasciatori sassoni che chiedevano i tributi di guerra, fece un ponte di navi sul fiume Elba, lo attraversò e riportò una grande vittoria.
Questo Dan è padre di Fridlef padre di Frothi, in cui si riconoscono Fridleif e suo figlio Fróði menzionati spesso in scritti norreni; questo Fróði sembra essere, almeno per la parentela, l'Amante della Pace che Snorri introduce all'inizio della Saga degli Ynglingar.

## La Canzone di Eric
La Canzone di Eric parla di Eric, primo re di Götaland (fyrsti konunger i Götalandinu vidha). Egli mandò una truppa di Geati a sud in una terra chiamata Vetala, dove nessuno aveva ancora coltivato la terra; insieme a loro c'era un uomo saggio che conosceva la legge. Infine il re dei Geati Humli mise suo figlio Dan a governare i coloni e, dal nome di Dan, Vetala fu chiamata Danimarca.
La canzone fu pubblicata la prima volta in una traduzione latina nella Historia de omnibus gothorum sueonumque regibus di Johannes Magnus del 1554. Egli dice che la canzone originale era molto cantata in Svezia in quel periodo.